# Бонновілл (Пенсільванія)
Бонновілл (англ. Bonneauville) — місто (англ. borough) в США, в окрузі Адамс штату Пенсільванія. Населення — 1758 осіб (2020).

## Географія
Бонновілл розташований за координатами 39°48′38″ пн. ш. 77°8′11″ зх. д. / 39.81056° пн. ш. 77.13639° зх. д. (39.810426, -77.136260).  За даними Бюро перепису населення США в 2010 році місто мало площу 2,50 км², уся площа — суходіл.

## Демографія
Згідно з переписом 2010 року, у селищі мешкало 1800 осіб у 658 домогосподарствах у складі 496 родин. Густота населення становила 719 осіб/км².  Було 692 помешкання (277/км²).
Расовий склад населення:
| - 93,4 % — білих - 1,9 % — чорних або афроамериканців - 0,9 % — азіатів - 0,1 % — корінних американців - 1,7 % — осіб інших рас |

До двох чи більше рас належало 2,1 %. Частка іспаномовних становила 4,6 % від усіх жителів.
За віковим діапазоном населення розподілялося таким чином: 27,9 % — особи молодші 18 років, 61,3 % — особи у віці 18—64 років, 10,8 % — особи у віці 65 років та старші. Медіана віку мешканця становила 35,1 року. На 100 осіб жіночої статі у селищі припадало 91,9 чоловіків;  на 100 жінок у віці від 18 років та старших — 89,1 чоловіків також старших 18 років.
Середній дохід на одне домашнє господарство  становив 67 901 долар США (медіана — 55 167), а середній дохід на одну сім'ю — 73 490 доларів (медіана — 60 875). Медіана доходів становила 44 236 доларів для чоловіків та 35 302 долари для жінок. За межею бідності перебувало 11,8 % осіб, у тому числі 15,5 % дітей у віці до 18 років та 8,3 % осіб у віці 65 років та старших.
Цивільне працевлаштоване населення становило 888 осіб. Основні галузі зайнятості: освіта, охорона здоров'я та соціальна допомога — 25,1 %, виробництво — 16,3 %, роздрібна торгівля — 15,4 %.